# Seznam nejsledovanějších českých hudebních videí na YouTube
Toto je seznam nejsledovanějších českých hudebních videí na YouTube. Žebříček je sestaven na základě počtu zhlédnutí, které byly akumulovány od data nahrání videa na platformu. Seznam je aktuální k 22. červenci 2025. Seznam zahrnuje hudební videa od interpretů nebo hudebních projektů tvořících převážně v Česku, původem z Česka nebo tvořících v češtině. Zahrnuje videa, která dosáhla minimálně 27 milionů zhlédnutí. V seznamu jsou dvě hudební videa s více než 100 miliony, sedmnáct s více než 50 miliony, a čtyřicet čtyři s více než 30 miliony zhlédnutí.
Aktuálně je s přibližně 171 miliony zhlédnutí nejsledovanějším českým hudebním videem na YouTube videoklip k písni „Katarze“ od skupiny Slza. Videoklip je na YouTube od roku 2015.
Na druhém místě se nachází hudební video „POKEMON GO SONG!!! by MISHA“ se 100 miliony zhlédnutí. Na třetím místě je videoklip k písni „Srdce nehasnou“ od Karla Gotta a jeho dcery Charlotte Elly Gottové s více než 93 miliony zhlédnutí.
To, že se dětská tvorba v posledních letech dostává do popředí v rámci YouTube platformy, dokazuje i fakt, že v žebříčku mezi 50 hudebními videi se nachází až 12 hudebních videí pro děti. Mezi nejpopulárnější dětská videa patří písně od Míši Růžičkové a Štístka a Poupěnky. Nejsledovanějším hudebním videem pro děti je „Mňam mňam Bobík“ z kanálu „Bobíkův svět“ se 69 miliony zhlédnutí.
Nejúspěšnějším interpretem žebříčku je Míša Růžičková, která má v žebříčku umístěno šest videí, přičemž jejich celkový počet zhlédnutí přesahuje 252 milionů.

## Statistiky

### Celkový počet zhlédnutí
Celkem 50 nejsledovanějších videí má souhrnný počet zhlédnutí více než 2,4 miliardy.

### Počet videí podle počtu zhlédnutí
- Počet videí nad 100 milionů zhlédnutí: 2 videa
- Počet videí nad 50 milionů zhlédnutí: 17 videí
- Počet videí nad 30 milionů zhlédnutí: 44 videí

### Nejčastější interpreti v tabulce
- Míša Růžičková: 6 videí, celkem přibližně 252 milionů zhlédnutí
- Karel Gott: 3 videa (z toho jedno spolupráce s Bushidem), celkem přibližně 184 milionů zhlédnutí
- Kryštof: 3 videa, celkem přibližně 176 milionů zhlédnutí
- Štístko a Poupěnka: 3 videa, celkem přibližně 141 milionů zhlédnutí
- Ewa Farna: 3 videa (z toho jedna spolupráce s Kaenem), celkem přibližně 130 milionů zhlédnutí
- Ben Cristovao: 3 videa, celkem přibližně 103 milionů zhlédnutí

### Kanály s největším počtem umístěných videí
- Míša Růžičková: 6 videí
- SUPRAPHON: 4 videa

### Rozdělení videí podle data zveřejnění
- 2000–2010: 5 videí
- 2011–2020: 44 videí
- 2021–2023: 1 video

### Nejstarší video
- „Jede Jede Mašinka“ od Maxim Turbulenc, zveřejněno 14. prosince 2006, s počtem zhlédnutí více než 42 milionů

### Nejnovější video
- „Policejní“ od Míši Růžičkové, zveřejněné 24. června 2023, s počtem zhlédnutí více než 27 milionů

### Hudební videa obsahující jiné jazyky
V žebříčku jsou 4 videa, která obsahují hudební videa obsahující jiné jazyky nebo kombinující češtinu a jiný cizí jazyk.
- slovenština: 2 videa s celkovým počtem zhlédnutí kolem 74 milionů
- němčina: 1 video, s počtem zhlédnutí kolem 5 milionů
- polština: 1 video s celkovým počtem zhlédnutí kolem 32 milionů

### Nejpopulárnější videa podle žánru
- Pop: Popové skladby dominují v seznamu s různými umělci jako Karel Gott, Kryštof, Ewa Farna, a dalšími
- Hudba pro děti: Videa pro děti jsou velmi populární, reprezentovaná především interprety jako Míša Růžičková a Štístko a Poupěnka. Seznam obsahuje 12 videí v této kategorii, což představuje 24% z celkového počtu
- Rap a hip-hop: Ben Cristovao má 3 videa v seznamu, což ho činí nejúspěšnějším rapovým interpretem v rámci tohoto žebříčku

## Nejsledovanější česká hudební videa
Následující tabulka uvádí 50 nejsledovanějších českých hudebních videí na YouTube s interpretem, YouTube linkem, přibližným počtem zhlédnutí, YouTube kanálem, režisérem a datem zveřejnění.
| Pořadí | Název videa                                   | Link | Interpret(i)                             | Počet zhlédnutí (v milionech) | YouTube kanál                | Datum zveřejnění   |
| ------ | --------------------------------------------- | ---- | ---------------------------------------- | ----------------------------- | ---------------------------- | ------------------ |
| 1.     | „Katarze“                                     | Link | Slza                                     | 171,8                         | Slza                         | 25. října 2015     |
| 2.     | „POKEMON GO SONG!!! by MISHA“                 | Link | Misha                                    | 100,0                         | Misha                        | 16. července 2016  |
| 3.     | „Srdce nehasnou“                              | Link | Karel Gott & Charlotte Ella Gottová      | 93,6                          | SUPRAPHON                    | 2. května 2019     |
| 4.     | „Síla starejch vín“                           | Link | Škwor                                    | 88,2                          | Škwor                        | 24. ledna 2014     |
| 5.     | „Barbie girl (Kelly Key - Sou a Barbie Girl)“ | Link | Dominika Myslivcová                      | 84,5                          | Dominika Myslivcová Official | 15. ledna 2011     |
| 6.     | „Svaz českých bohémů“                         | Link | Wohnout                                  | 81,9                          | Wohnout                      | 29. března 2012    |
| 7.     | „Jsi můj lék“                                 | Link | Adéla Zouharová a Lukáš Veřtát           | 75,1                          | Adéla Zouharová              | 3. června 2018     |
| 8.     | „Mňam mňam Bobík“                             | Link | Bobíkův svět                             | 69,9                          | Bobíkův svět                 | 29. února 2008     |
| 9.     | „Zůstaň tu se mnou (Za sny)“                  | Link | Kryštof                                  | 68,6                          | KRYŠTOF                      | 16. listopadu 2017 |
| 10.    | „Semafor (Cvičíme s Míšou 5)“                 | Link | Míša Růžičková                           | 63,5                          | Míša Růžičková               | 14. června 2015    |
| 11.    | „Jojojo, nenene“                              | Link | Štístko a Poupěnka                       | 61,7                          | Štístko a Poupěnka           | 16. června 2017    |
| 12.    | „Sanitka (Cvičíme s Míšou 8)“                 | Link | Míša Růžičková                           | 58,7                          | Míša Růžičková               | 15. prosince 2018  |
| 13.    | „Cesta“                                       | Link | Kryštof feat. Tomáš Klus                 | 57,2                          | KRYŠTOF                      | 10. září 2013      |
| 14.    | „Für immer jung“                              | Link | Bushido feat. Karel Gott                 | 55,6                          | BUSHIDO                      | 24. listopadu 2010 |
| 15.    | „Echo“                                        | Link | Kaen feat. Ewa Farna                     | 55,3                          | Altereggo Records            | 27. října 2017     |
| 16.    | „Nafrněná“                                    | Link | Barbora Poláková                         | 55,2                          | Barbora Poláková (ofiko)     | 11. srpna 2015     |
| 17.    | „Ty a já“                                     | Link | Kryštof                                  | 51,1                          | KRYŠTOF                      | 22. června 2015    |
| 18.    | „Schody z nebe“                               | Link | Tereza Kerndlová                         | 49,3                          | Tereza Kerndlová Official    | 8. srpna 2010      |
| 19.    | „Až na měsíc“                                 | Link | Viktor Sheen x Calin x Hasan x Nik Tendo | 48,8                          | Viktor Sheen                 | 8. května 2019     |
| 20.    | „Každý ráno“                                  | Link | Chinaski                                 | 48,5                          | Chinaski                     | 8. února 2015      |
| 21.    | „Chci zas v tobě spát“                        | Link | Lucie                                    | 46,2                          | LUCIE                        | 8. června 2013     |
| 22.    | „Jede Jede Mašinka“                           | Link | Maxim Turbulenc                          | 44,0                          | meegoSVK                     | 14. prosince 2006  |
| 23.    | „Vosy“                                        | Link | Čiperkové                                | 43,5                          | Čiperkové                    | 31. března 2014    |
| 24.    | „Vlk a kůzlátka“                              | Link | Štístko a Poupěnka                       | 43,4                          | Štístko a Poupěnka           | 17. června 2017    |
| 25.    | „Vánoce na míru“                              | Link | Ewa Farna                                | 42,2                          | EWA FARNA                    | 1. listopadu 2017  |
| 26.    | „Jsem optimista“                              | Link | Olga Lounová                             | 41,1                          | Olga Lounová                 | 23. října 2015     |
| 27.    | „Toulavá“                                     | Link | SEBASTIAN                                | 38,5                          | SEBASTIAN                    | 16. února 2015     |
| 28.    | „Potkal jsem tě po letech“                    | Link | Chinaski                                 | 38,2                          | Chinaski                     | 6. listopadu 2017  |
| 29.    | „PADAM“                                       | Link | Ben Cristovao feat. Mária Čírová         | 37,3                          | Ben Cristovao                | 22. února 2018     |
| 30.    | „Cudzinka v tvojej zemi“                      | Link | Xindl X, Mirka Miškechová                | 37,1                          | Xindl X                      | 22. června 2015    |
| 31.    | „Čert a Káča“                                 | Link | Štístko a Poupěnka                       | 36,5                          | Štístko a Poupěnka           | 5. prosince 2018   |
| 32.    | „Popeláři (Cvičíme s Míšou 6)“                | Link | Míša Růžičková                           | 36,4                          | Míša Růžičková               | 8. dubna 2016      |
| 33.    | „Za 100 let“                                  | Link | Za100let                                 | 35,9                          | SUPRAPHON                    | 15. října 2018     |
| 34.    | „Být stále mlád“                              | Link | Karel Gott & Leoš Mareš                  | 35,7                          | SUPRAPHON                    | 9. prosince 2018   |
| 35.    | „Ve Frontě Na Sny“                            | Link | Tereza Kerndlová feat. Kali              | 35,2                          | Tereza Kerndlová Official    | 13. září 2019      |
| 36.    | „TĚŽKÝ VÁHY“                                  | Link | Ben Cristovao & Cavalier                 | 34,6                          | Ben Cristovao                | 19. října 2014     |
| 37.    | „Sloník Toník (Cvičíme s Míšou 4)“            | Link | Míša Růžičková                           | 34,0                          | Míša Růžičková               | 13. dubna 2016     |
| 38.    | „Proč pocit mám“                              | Link | Harlej                                   | 33,5                          | harlejTV                     | 28. listopadu 2008 |
| 39.    | „Wszystko albo nic“                           | Link | Ewa Farna                                | 32,7                          | EWA FARNA                    | 2. ledna 2017      |
| 40.    | „Hasičská (Cvičíme s Míšou 4)“                | Link | Míša Růžičková                           | 32,5                          | Míša Růžičková               | 21. listopadu 2016 |
| 41.    | „Starý farmář“                                | Link | Čiperkové                                | 32,2                          | Čiperkové                    | 23. listopadu 2015 |
| 42.    | „BOMBY“                                       | Link | Ben Cristovao                            | 31,7                          | Ben Cristovao                | 20. února 2013     |
| 43.    | „Půlnoční“                                    | Link | Václav Neckář & UMAKART                  | 31,7                          | SUPRAPHON                    | 24. února 2012     |
| 44.    | „V blbým věku“                                | Link | Xindl X                                  | 30,4                          | Xindl X                      | 20. května 2014    |
| 45.    | „Melanž“                                      | Link | Yzomandias feat. Nik Tendo               | 29,4                          | Milion Plus                  | 13. srpna 2020     |
| 46.    | „Když nemůžeš, tak přidej“                    | Link | Mirai                                    | 28,4                          | MIRAI                        | 1. února 2017      |
| 47.    | „Každou vteřinou“                             | Link | Poetika                                  | 28,0                          | ATMO Music                   | 1. května 2015     |
| 48.    | „Magdaléna“                                   | Link | Jelen                                    | 27,7                          | Jelen                        | 17. září 2014      |
| 49.    | „Policejní“                                   | Link | Míša Růžičková                           | 27,7                          | Míša Růžičková               | 24. června 2023    |
| 50.    | „Chci tančit“                                 | Link | Mirai                                    | 27,6                          | MIRAI                        | 4. července 2018   |